# ذخیره‌گاه طبیعی کاباردینو-بالکاریا
ذخیره‌گاه طبیعی کاباردینو-بالکاریا (انگلیسی: Kabardino-Balkaria Nature Reserve) یک ذخیره‌گاه و منطقه حفاظت شده در استان کاباردینو-بالکاریای کشور روسیه است.